# Диселдорф
Диселдорф (њем. Düsseldorf, ниснем. Düsseldörp) град је на западу Њемачке. Налази се у Рурској области и главни град је њемачке савезне државе Сјеверна Рајна-Вестфалија. Према статистичким подацима од 31. децембра 2015. године град је имао 612.178 становника. Диселдорф се први пут помиње 1135. године, а статус града добија 1288. године.
Смјештен у средишту Рурске област и европског економског региона, Диселдорф — уз Берлин, Франкфурт на Мајни, Минхен и Хамбург — један је од највећих економских, транспортних, културних и политичких средишта Њемачке. Диселдорф је средиште многих великих предузећа, као што су E.ON и Henkel Group. Градски аеродром је међународно авио-чвориште. У Диселдорфу постоје двије луке, као и бројни универзитети, као што су Умјетничка академија Диселдорф и Универзитет Хајнрих Хајне у Диселдорфу.

## Географија

### Положај
Град се налази на десној обали ријеке Рајне на њеном доњем току, на мјесту ушћа са ријеком Дисел. Данас се већи број четврти Диселдорфа (Оберкасел, Нидеркасел, Хердт и Лерик) налази на лијевој обали Рајне.
Град се налази на југу Рурске области, у агломерацији Рајна-Рур, која је једна он највећих у Европи и највећа у Њемачкој. У двадесет градова и четрнаест округа на територији већој од 10.000 km² живи више од 11.000.000 становника. Због раста градова граница између њих је често чисто правне природе и пролази кроз улице (посебно западне границе града).
Највиша тачка града је Зандберг на истоку четврти Хубелрат која достиже висину 165,2 метра, док је најнижа тачка ушће ријеке Шварцбах у Рајну на сјеверу 28,23 метра надморске висине. Географско средиште града је Диселтал.

### Клима
Клима у Диселдорфу је претежно морска, јер је рељеф отворен у правцу Сјеверног мора. Доминантни западни вјетрови са собом доносе влажне ваздушне масе. Као резултат, град одликују благе зиме без снијежних падавина и умјерено и топло љето. Уопштено, временске прилике су промјенљиве. При просјечној температуру од 11,1 °C годишње падавине у Диселдорфу износе 805,8 милиметара. Град се налази у региону са најблажим зимама у Њемачкој — снијежни покривач постоји у просјеку само једанаест дана у години. Са 1554 сунчаних сати годишње Диселдорф се налази на једном од посљедњих мјеста на списку најсунчанијих градова у Њемачкој.
| Клима Диселдорфа (1990—2013)  | Клима Диселдорфа (1990—2013) | Клима Диселдорфа (1990—2013) | Клима Диселдорфа (1990—2013) | Клима Диселдорфа (1990—2013) | Клима Диселдорфа (1990—2013) | Клима Диселдорфа (1990—2013) | Клима Диселдорфа (1990—2013) | Клима Диселдорфа (1990—2013) | Клима Диселдорфа (1990—2013) | Клима Диселдорфа (1990—2013) | Клима Диселдорфа (1990—2013) | Клима Диселдорфа (1990—2013) | Клима Диселдорфа (1990—2013) |
| Показатељ \ Месец             | .Јан.                        | .Феб.                        | .Мар.                        | .Апр.                        | .Мај.                        | .Јун.                        | .Јул.                        | .Авг.                        | .Сеп.                        | .Окт.                        | .Нов.                        | .Дец.                        | .Год.                        |
| ----------------------------- | ---------------------------- | ---------------------------- | ---------------------------- | ---------------------------- | ---------------------------- | ---------------------------- | ---------------------------- | ---------------------------- | ---------------------------- | ---------------------------- | ---------------------------- | ---------------------------- | ---------------------------- |
| Максимум, °C (°F)             | 5,5 (41,9)                   | 6,9 (44,4)                   | 10,9 (51,6)                  | 15,2 (59,4)                  | 19,4 (66,9)                  | 22,1 (71,8)                  | 24,3 (75,7)                  | 24,0 (75,2)                  | 19,8 (67,6)                  | 15,0 (59)                    | 9,5 (49,1)                   | 5,7 (42,3)                   | 14,9 (58,8)                  |
| Минимум, °C (°F)              | 1,2 (34,2)                   | 1,3 (34,3)                   | 3,3 (37,9)                   | 5,5 (41,9)                   | 9,3 (48,7)                   | 12,0 (53,6)                  | 14,4 (57,9)                  | 14,1 (57,4)                  | 11,2 (52,2)                  | 8,1 (46,6)                   | 4,6 (40,3)                   | 1,7 (35,1)                   | 7,3 (45,1)                   |
| Количина кише, mm (in)        | 61,1 (2,406)                 | 55,7 (2,193)                 | 54,6 (2,15)                  | 50,8 (2)                     | 57,6 (2,268)                 | 71,5 (2,815)                 | 77,0 (3,031)                 | 74,5 (2,933)                 | 100,5 (3,957)                | 65,3 (2,571)                 | 66,1 (2,602)                 | 71,1 (2,799)                 | 805,8 (31,725)               |
| Сунчани сати — месечни просек | 55,7                         | 76,2                         | 112,2                        | 165,0                        | 198,8                        | 194,0                        | 207,6                        | 190,7                        | 140,1                        | 110,4                        | 59,0                         | 45,2                         | 1.554,9                      |
| Извор:                        |                              |                              |                              |                              |                              |                              |                              |                              |                              |                              |                              |                              |                              |

### Административна подјела
Диселдорф се састоји од 10 градских округа, који су даље подијељени на укупно 49 градских четврти. Сваки округ има савјет, који чини 19 чланова, изабраних на локалним изборима. На челу сваког савјета са налази предсједник. Савјети имају свој буџет и имају само савјетодавну улогу.
- Округ 01: Алтштадтм, Дерендорф, Долцхајм, Калштадт, Пемпелфорт, Штадтмите;
- Округ 02: Диселтал, Флингерн-Норд, Флингерн-Сид;
- Округ 03: Билк, Флехе, Фридрихштадт, Хафен, Хам, Обербилк, Унтербилк, Фолмерзверт;
- Округ 04: Хердт, Лерик, Нидеркасел, Оберкасел;
- Округ 05: Ангермунд, Кајзерверт, Калкум, Лохаузен, Стокум, Витлер;
- Округ 06: Лихтенброих, Мерзенброих, Рат, Унтерат;
- Округ 07: Герезхајм, Графенберг, Хубелрат, Луденбег;
- Округ 08: Елер, Лиренфелд, Унтербах, Фенхаузен;
- Округ 09: Бенрат, Хаселз, Хумелгајст, Холтхаузен, Итер, Рајзхолц, Урденбах, Верзтен;
- Округ 10: Гарат, Хелерхоф.

## Историја
Прва насеља Германа у близини ушћа ријеке Дисел, на источној обали ријеке Рајне, постојала су прије 500. године. Први писани помен села под називом Дуселдорп је из 1135. године.
Гроф Адолф V фон Берг је 14. августа 1288. године Диселдорфу додјелио статус града. Овоме је претходила крвава борба за власт између Келнског надбискупа на једној страни и грофа Адолфа V на другој. Одлучујућа је била Битка код Ворингена 5. јула 1288. године, у којој је Келнски надбискуп који се противио додјељивању статуса града Диселдорфу поражен.
Након тога, грофу Вилхелму III је 1380. године краљ Вацлав IV додијелио титулу империјалног кнеза и он је ријешио да премјести своју резиденцију из удаљеног замка Бург на Вуперу. Нова пријестолница грофовије Берг је ојачана, а од 1386. године Вилхелм и његова супруга Ана преселили су се у нови замак на рајнском шеталишту. Од 1385. године Диселдорф је постао стална пријестолница Војводства Берг.
У периоду 1384—1395. град је значајно порастао и изграђена је Базилика Светог Ламберта.
За вријеме Вилхелма Богатог град је постао регионално средиште хуманистике и модерне хришћанске побожности и либералног католицизма. Након тога, како на пријестолу Јулих-Клеве-Берга није оставио насљеднике, настао је спор између Бранденбурга и Палатинат-Нојбуга о праву на пријесто, а градом је почео да влада шпански генерал Амброзије Спинола у име светог римског цара.
Након окончања рата за клевенско насљеђе, Диселдорф је пао под власт Палатинат-Нојбурга.
Кнез изборник Јохан Вилхелм, кога су Диселдорфци називали Јан Велем, послије рушења резиденције у Хајделбергу током Рата Велике алијансе изабрао је Диселдорф за своју главну резиденцију. Овај период је обиљежио значајан урбана развојна дјелатност. Развојни бум настављена је са његовим насљедником изборним кнезом Карлом Теодором, који је основао многе дворце и институте у Диселдорфу, поставивши основу за многе колекције. У његову част један од средишњих градских округа назван је Карлштадт.
Упркос систему утврђења, који је подигнут око града 1732. године, током Седмогодишњег рата Диселдорф су 1757. године заузели Французи, а затим су капитулирали пред војводом Фердинандом фон Брауншвајг-Волфенбитлом 1758. године.

## Привреда
У граду је седиште многих великих компанија: Хенкел (хемија), E.ON (енергија), Рајнметал (металургија), Водафон (телекомуникације), ЛТУ (аеро-транспорт) итд. У граду послује преко 5000 страних компанија. Ту је присутно и 170 банака, од тога 50 страних. Пословни торањ Араг је висок 124,9 метара. У Диселдорфу живи колонија од 7000 Јапанаца, највећа у Европи.

### Саобраћај
Аеродром Диселдорф је трећи по промету путника у Немачкој (16 милиона путника 2007). Налази се 8 km од града.

## Култура
Диселдорф је модна престоница Немачке и отуда његов надимак: „мали Париз“. Познат је по свом градском шеталишту са мноштвом модних бутика - Кенигсале (Königsallee, Краљевска алеја).
Немачка опера на Рајни (Die Deutsche Oper am Rhein) изводи опере и балете на две сцене, у Диселдорфу и Дуизбургу.
Популарна електро-поп група Крафтверк је из Диселдорфа. Диселдорф и Келн се сматрају великим ривалима за економски и културни примат у долини доње Рајне.

## Галерија
- Кенигсале
- Марктплац
- Модерна архитектура
- Диселдорф ноћу
- Дворац Бенрат
- Мост на Рајни
- Музеј К21
- „Медијска лука“